# Yoria
Dromadaire du Manga
Le Yoria ou Dromadaire du Manga est une race de dromadaire originaire du Niger, principalement élevée pour le transport.

## Origines et étymologie
Le Yoria est un dromadaire originaire de l'est du Niger que l'on trouve surtout dans la région de Diffa.
Il est cité sous différents noms. Il est nommé « dromadaire du Manga » d'après le nom d'un plateau présent dans l'est du pays. Plus rarement, il est désigné sous le nom de « Roux de Gouré » ; Gouré étant la région à l'ouest de Diffa. Ou plus simplement, nommé « dromadaire toubou » d'après les Toubous, le peuple pastoral qui l'élève.

## Description
C'est un animal trapu mesurant 180 cm au garrot et pesant 550 kg en moyenne. Il a une robe de couleur unie, allant du brun clair à roux avec une raie noire le long du dos. Comparé aux autres races nigériennes, le Yoria est plus lourd et épais avec un cou plus court.

## Élevage
Élevée par le peuple nomade Toubous, la race Yoria a été développée principalement pour le transport. Mais elle a aussi de bonnes capacités laitières pouvant atteindre 12 litres par jour, et alimente la filière bouchère,. La chamelle aura son premier chamelon à l'âge de cinq ans en raison d'une précocité plus faible que d'autres races camelines.
La base DAD-IS estime sa population à près de 500 000 individus en 2018 au Niger.